# آنجلا کوترونه
آنجلا کوترونه (انگلیسی: Angela Cutrone؛ زادهٔ ۱۹ ژانویهٔ ۱۹۶۹) اسکیت‌باز سرعت اهل کانادا است.